# LU-P-4710
La carretera LU-P-4710 es una carretera de la red secundaria de Galicia que pertenece a la Diputación de Lugo. Une los lugares de Salcedo y A Estación, en el municipio de Puebla del Brollón, en la provincia de Lugo, y tiene una longitud de 6,2 km.

## Trazado
La carretera parte de la carretera LU-P-4701, que une Puebla del Brollón con Folgoso de Caurel. Pasa por los lugares de Salcedo y Martul y enlaza con la carretera LU-P-4709 a Castroncelos. Finaliza en el lugar de Estación, en la carretera LU-933 que une Quiroga con Monforte de Lemos.